# Bobsleigh aux Jeux olympiques de 1984
Pour des articles plus généraux, voir Bobsleigh aux Jeux olympiques et Jeux olympiques d'hiver de 1984.
Navigation
Lake Placid 1980 Calgary 1988
Les épreuves de bobsleigh aux Jeux olympiques d'hiver de 1984 se déroulent sur la piste olympique de bobsleigh et de luge de Sarajevo en Yougoslavie du 10 au 18 février 1984.

## Podiums
| Épreuves                         | Or                                                                                     | Argent                                                                     | Bronze                                                               |
| -------------------------------- | -------------------------------------------------------------------------------------- | -------------------------------------------------------------------------- | -------------------------------------------------------------------- |
| Bob à deux résultats détaillés   | Allemagne de l'Est Wolfgang Hoppe Dietmar Schauerhammer                                | Allemagne de l'Est Bernhard Lehmann Bogdan Musiol                          | Union soviétique Zintis Ekmanis Vladimir Aleksandrov                 |
| Bob à quatre résultats détaillés | Allemagne de l'Est Wolfgang Hoppe Roland Wetzig Dietmar Schauerhammer Andreas Kirchner | Allemagne de l'Est Bernhard Lehmann Bogdan Musiol Ingo Voge Eberhard Weise | Suisse Silvio Giobellina Heinz Stettler Urs Salzmann Rico Freiermuth |

## Médailles
| Rang | Nation             | Or | Argent | Bronze | Total |
| ---- | ------------------ | -- | ------ | ------ | ----- |
| 1er  | Allemagne de l'Est | 2  | 2      | 0      | 4     |
| 2e   | Suisse             | 0  | 0      | 1      | 1     |
| 2e   | Union soviétique   | 0  | 0      | 1      | 1     |

## Résultats

### Bob à deux
| Rang                                | Pays                         | Athlètes                             | Manche 1 | Manche 2 | Manche 3 | Manche 4 | Temps total   |
| ----------------------------------- | ---------------------------- | ------------------------------------ | -------- | -------- | -------- | -------- | ------------- |
| Médaille d'or, Jeux olympiques      | Allemagne de l'Est (GDR-2)   | Wolfgang Hoppe Dietmar Schauerhammer | 51 s 51  | 51 s 93  | 51 s 06  | 51 s 06  | 3 min 25 s 56 |
| Médaille d'argent, Jeux olympiques  | Allemagne de l'Est (GDR-1)   | Bernhard Lehmann Bogdan Musiol       | 51 s 59  | 51 s 94  | 51 s 15  | 51 s 36  | 3 min 26 s 04 |
| Médaille de bronze, Jeux olympiques | Union soviétique (URS-2)     | Zintis Ekmanis Vladimir Aleksandrov  | 51 s 56  | 52 s 10  | 51 s 24  | 51 s 26  | 3 min 26 s 16 |
| 4                                   | Union soviétique (URS-1)     | Jānis Ķipurs Aivars Šnepsts          | 52 s 06  | 51 s 92  | 51 s 30  | 51 s 14  | 3 min 26 s 42 |
| 5                                   | Suisse (SUI-1)               | Hans Hiltebrand Meinrad Müller       | 51 s 73  | 52 s 21  | 51 s 35  | 51 s 47  | 3 min 26 s 76 |
| 6                                   | Suisse (SUI-2)               | Ralph Pichler Rico Freiermuth        | 52 s 21  | 52 s 21  | 51 s 84  | 51 s 97  | 3 min 28 s 23 |
| 7                                   | Italie (ITA-1)               | Guerrino Ghedina Andrea Meneghin     | 52 s 40  | 52 s 46  | 51 s 82  | 52 s 41  | 3 min 29 s 09 |
| 8                                   | Allemagne de l'Ouest (FRG-1) | Anton Fischer Hans Metzler           | 52 s 29  | 52 s 25  | 52 s 18  | 52 s 46  | 3 min 29 s 18 |

### Bob à quatre
| Rang                                | Pays                       | Athlètes                                                            | Manche 1 | Manche 2 | Manche 3 | Manche 4 | Temps total   |
| ----------------------------------- | -------------------------- | ------------------------------------------------------------------- | -------- | -------- | -------- | -------- | ------------- |
| Médaille d'or, Jeux olympiques      | Allemagne de l'Est (GDR-1) | Wolfgang Hoppe Roland Wetzig Dietmar Schauerhammer Andreas Kirchner | 49 s 65  | 50 s 18  | 50 s 18  | 50 s 21  | 3 min 20 s 22 |
| Médaille d'argent, Jeux olympiques  | Allemagne de l'Est (GDR-2) | Bernhard Lehmann Bogdan Musiol Ingo Voge Eberhard Weise             | 49 s 69  | 50 s 33  | 50 s 32  | 50 s 44  | 3 min 20 s 78 |
| Médaille de bronze, Jeux olympiques | Suisse (SUI-1)             | Silvio Giobellina Heinz Stettler Urs Salzmann Rico Freiermuth       | 49 s 92  | 50 s 48  | 50 s 49  | 50 s 50  | 3 min 21 s 39 |
| 4                                   | Suisse (SUI-2)             | Ekkehard Fasser Hans Märchy Kurt Poletti Rolf Strittmatter          | 50 s 46  | 50 s 60  | 50 s 81  | 51 s 03  | 3 min 22 s 90 |
| 5                                   | États-Unis (USA-1)         | Jeff Jost Joe Briski Tom Barnes Hal Hoye                            | 50 s 83  | 50 s 97  | 50 s 89  | 50 s 64  | 3 min 23 s 33 |
| 6                                   | Union soviétique (URS-1)   | Jānis Ķipurs Māris Poikāns Ivars Bērzups Aivars Šnepsts             | 50 s 19  | 50 s 96  | 51 s 19  | 51 s 17  | 3 min 23 s 51 |
| 7                                   | Roumanie                   | Dorin Degan Cornel Popescu Gheorghe Lixandru Costel Petrariu        | 50 s 58  | 50 s 88  | 51 s 06  | 51 s 24  | 3 min 23 s 76 |
| 8                                   | Italie (ITA-2)             | Guerrino Ghedina Stefano Ticci Paolo Scaramuzza Andrea Meneghin     | 50 s 66  | 50 s 93  | 51 s 00  | 51 s 18  | 3 min 23 s 77 |